# 엔투
엔투(아일랜드어: Aontú /ˈeːn̪ˠt̪ˠuː/)는 2019년 1월에 창당된 아일랜드의 정당으로 현재 아일랜드 공화국과 북아일랜드에서 활동하고 있다.
현재 아일랜드에 국회의원 1명 (피더 토이빈)과 지방의원 3명을 두고 있으며, 북아일랜드에 2명의 지방의원을 두고 있다.